# Грінцов Іван Григорович
Іван Григорович Грінцов (7 лютого 1935, село Павлівка, тепер Мар'їнського району Донецької області — 26 січня 2019, місто Київ) — український радянський партійний діяч, 1-й секретар Сумського обкому КПУ, секретар ЦК КПУ. Депутат Верховної Ради УРСР 9-го скликання. Член Президії Верховної Ради УРСР 9-го скликання. Народний депутат України 2-го скликання. Депутат Верховної Ради СРСР 9—11-го скликань (у 1976—1989 роках). Народний депутат СРСР у 1989—1991 р. Член ЦК КПУ в 1976—1991 р. Член Політбюро ЦК КПУ в жовтні 1988 — серпні 1991 р. Кандидат у члени ЦК КПРС у 1976—1990 р.

## Біографія
Народився в родині колгоспників; українець.
Освіта вища. У 1957 році закінчив Ворошиловградський сільськогосподарський інститут, вчений-агроном.
У 1957—1961 роках — агроном колгоспу імені Кірова, агроном колгоспу імені Мічуріна Сталінської області.
Член КПРС з 1960 року.
У 1961—1965 роках — голова колгоспу імені Червоної Армії селища Старомихайлівки Мар'їнського району Донецької області.
У 1965—1967 роках — начальник Мар'їнського районного виробничого управління сільського господарства Донецької області.
У 1967—1971 роках — 1-й секретар Великоновосілківського районного комітету КПУ Донецької області.
У 1971—1975 роках — секретар Донецького обласного комітету КПУ.
У квітні 1975 — жовтні 1988 року — 1-й секретар Сумського обласного комітету КПУ.
11 жовтня 1988 — серпень 1991 року — секретар ЦК КПУ.
У березні 1989 — 1991 року — народний депутат СРСР від Охтирського територіального виборчого округу № 513 Сумської області.
З 1991 року — директор представництва Української сільськогосподарської асоціації «Зоря-кукурудза» в місті Києві.

Могила Івана Грінцова, Байкове кладовище

Народний депутат України 2 скликання з 08.1994 (2-й тур) до 04.1998, Ямпільський виборчий округ № 355 Сумської області. Член Комітету з питань АПК, земельних ресурсів і соціального розвитку села. Член групи «Відродження та розвиток агропромислового комплексу України» (до цього — член фракції комуністів). На час виборів: директор представництва Української сільськогосподарської асоціації «Зоря-кукурудза»; член КПУ.
Потім — на пенсії в місті Києві.
Дружина Євгенія Василівна — вчитель, викладач технікуму легкої промисловості у місті Києві; сини Володимир і Сергій — інженери-машинобудівники.
Помер на 84-му році життя 26 січня 2019 року. Похований разом з дружиною на Байковому кладовищі (ділянка № 33).

## Нагороди
- два ордени Леніна
- два ордени Трудового Червоного Прапора
- орден Жовтневої Революції
- медалі
- Почесна грамота Президії Верховної Ради Української РСР (1977)